# Euprosopia hypostigma
Euprosopia hypostigma är en tvåvingeart som beskrevs av Mcalpine 1973. Euprosopia hypostigma ingår i släktet Euprosopia och familjen bredmunsflugor. Inga underarter finns listade i Catalogue of Life.